# Grand Prix de Denain 2003
Il Grand Prix de Denain 2003, quarantacinquesima edizione della corsa e valida come evento UCI categoria 1.3, si svolse il 17 aprile 2003 su un percorso totale di circa 196,2 km. Fu vinto dal belga Bert Roesems che terminò la gara in 4h30'39", alla media di 43,495 km/h.
Partenza a Raismes con 161 ciclisti, dei quali 72 portarono a termine il percorso.

## Ordine d'arrivo (Top 10)
| Pos. | Corridore           | Squadra       | Tempo    |
| ---- | ------------------- | ------------- | -------- |
| 1    | Bert Roesems        | Palmans       | 4h30'39" |
| 2    | Enrico Poitschke    | Wiesenhof     | s.t.     |
| 3    | Thomas Voeckler     | La Boulangère | s.t.     |
| 4    | Pierre Bourquenoud  | Jean Delatour | a 7"     |
| 5    | Frédéric Guesdon    | Fdjeux.com    | a 18"    |
| 6    | Jimmy Engoulvent    | La Boulangère | a 31"    |
| 7    | Jérôme Pineau       | La Boulangère | a 34"    |
| 8    | Christophe Edaleine | Jean Delatour | s.t.     |
| 9    | Carlos Da Cruz      | Fdjeux.com    | a 40"    |
| 10   | Anthony Geslin      | La Boulangère | s.t.     |